# Prolepsis colalao
Prolepsis colalao är en tvåvingeart som beskrevs av Lamas 1973. Prolepsis colalao ingår i släktet Prolepsis och familjen rovflugor. Inga underarter finns listade i Catalogue of Life.